# Sistema de crèdit social
El sistema de crèdit social (en xinès: 社会信用体系; en pinyin: shèhuì xìnyòng tǐxì) és un sistema nacional de reputació que fou desenvolupat pel govern xinès. El programa va començar a fer proves en diferents regions el 2009, abans de ser llançat al nivell nacional en 2014, amb vuit empreses puntuadores de crèdit. En 2018 el Banc Popular de la Xina amb la participació de vuit empreses va centralitzar aquests esforços. El 2020 ha sigut l'any de l'estandardització de la reputació econòmica i social dels ciutadans i les empreses, o el es coneix com a “crèdit social”.
Entre tota la informació s'agafen dades com multes de trànsit, pagament puntual d'impostos, compres que es fan habitualment, tant per internet com en botiga física, la participació en obres de caritat, donacions de sang, etc. El govern podrà saber sobre qualsevol ciutadà la seva activitat enfront de la societat i el consum, el compliment envers les seves obligacions i les seves relacions interpersonals. Això és degut a les càmeres implementades als carrers amb vigilància massiva i reconeixement facial dels ciutadans i el denominat Big Data.
Tractant-se d'un rànquing que balla entre els 350 i els 950 punts, aquell que obtingui altes puntuacions, adquirirà beneficis i serà el clar exemple de “ciutadà bo”.
En canvi, aquell que no segueix aquestes “normes socials” i no posseeix alta puntuació, a més a més de ser catalogat com “persona no confiable”, li serien aplicades una sèrie de sancions com prohibició d'agafar trens o avions, exclusió en hotels o restaurants d'alta gamma, entre d'altres.
Es basa en uns 170 milions de càmeres dotades d'intel·ligència artificial i reconeixement facial que recullen dades sobre els ciutadans per determinar-ne un historial.
Quan ho sigui (2020), la puntuació de cada ciutadà influirà en la capacitat de llogar habitacions i de ser atesos a la sanitat pública. Aquells amb puntuació baixa, a més d'accés restringit a transports, no seran contractats per determinades feines i no podran matricular els seus fills a l'escola privada. També tindran connexions a internet lentes i accés restringit a llocs d'oci.
Aquest sistema, segons el Govern, permetrà que les persones de confiança puguin moure's amb llibertat i evitarà que els desacreditats puguin actuar de la mateixa manera.

## Història
Des de 2014, Rongcheng va implementar aquest sistema de "crèdit social". D'entrada, cada ciutadà tenia 1000 punts. Ajudar els veïns sumava punts, i molestar-los, en restava. Les puntuacions baixes comportaven dificultats per trobar feina o aconseguir beques.
Des d'aleshores, el Govern xinès ha estat treballant en un sistema per dividir la població en dos: "fiables" i "indignes de confiança".

## Efectes
Segons Channel News Asia, al passat març ja hi havia 9 milions de persones a qui se'ls havia blocat la compra de bitllets per vols dins el país.
Segons Beijing News, 17 persones qui s'havien negat a fer el servei militar no van poder-se matricular a instituts, tant per iniciar com per continuar els estudis.
Segons Business Insider, un alumne no es va poder matricular per la baixa puntuació del pare.

## Reacció d'Amnistia Internacional
L'investigador d'Amnistia Internacional a la Xina va alertar que aquest sistema és una pràctica de control social a gran escala que "només augmentarà la tensió social".